# جوني كرولي
جوني كرولي (بالإنجليزية: Johnny Crowley)‏ هو لاعب قذف أيرلندي، ولد في 21 فبراير 1956 في Ballineen and Enniskean ‏ في جمهورية أيرلندا.